# سامانه دفاع نزدیک دریایی کاشتان
سامانه پدافند ضد موشک کوتاه برد دریایی کاشتان که ناتو به آن لقب اس ای ان 11 داده است، یک مجموعه توانمند و ترکیبی ساخت شرکت KBP روسیه است. سامانه کاشتان در حقیقت یک مجموعه ی دفاع نزدیک دریایی، ترکیبی از توپ و موشک است که می‌تواند علیه انواع تهدیدات به کار رود. مجموعه تسلیحات به کار رفته بر روی این سیستم شامل دو قبضه توپ گاتلینگ ۶ لول مدل Gsh-30K با نواخت تیر ۹ تا ۱۰ هزار گلوله در دقیقه برای هر توپ با کالیبر ۳۰ میلی‌متری و همچنین سامانه موشکی 9M311 که در دو محفظه ی ۴ تایی آماده ی شلیک است. این موشکها در حقیقت مدل دریایی سامانه تانگوسکا هستند که به منظور دفاع در برابر تهدیداتی همچون موشکهای کروز و ضد رادار، مهمات هدایت شونده و هواپیماهای پرواز کننده در ارتفاع بسیار پایین را دارد.

## رادار
رادار کاشتان مشخص نیست ولی دارای دو رادار بر روی قسمت بالای برجک است و در سمت چپ رادار نیز سامانه اپتیک اِن قرار دارد. گفته شده بیشترین برد کشف رادار 30 کیلومتر است و می تواند یک موشک ضد کشتی در ابعاد هارپون را از برد 9 کیلومتری کشف کند. زمان واکنش نسبت به هدف در کاشتان 6 تا 8 ثانیه و در کاشتان ام 4 ثانیه است. توانایی درگیر همزمان با شش هدف را دارد.

## عملکرد
این موشکها می‌توانند با اهدافی در فاصله ۱۰ کیلومتری و ارتفاع ۶ کیلومتری از خود درگیر شوند. این عدد برای توپهای مورد نظر این سامانه در حدود ۴ کیلومتر برای برد و ۳ کیلومتر برای ارتفاع است. این توپ از گلوله‌های شدیدالانفجار و ترکش شونده استفاده می‌کند. کاشتان از هدایت ترکیبی راداری و اپتیکی بهره می‌برد.

## کشورهای دارنده
این سامانه تاکنون به کشورهای چین، ویتنام و هند صادر شده است.